# Euxoa loya
Euxoa loya är en fjärilsart som beskrevs av Smith 1900. Euxoa loya ingår i släktet Euxoa och familjen nattflyn. Inga underarter finns listade i Catalogue of Life.